# Eudontomyzon mariae
Cá mút đá suối Ukraina (Eudontomyzon mariae) là một loài cá thuộc họ Petromyzontidae. Loài này có ở Áo, Belarus, Bulgaria, Cộng hòa Séc, Gruzia, Hungary, Cộng hòa Moldova, Ba Lan, România, Nga, Serbia và Montenegro, Slovakia, Thổ Nhĩ Kỳ, và Ukraina.

## Hình ảnh

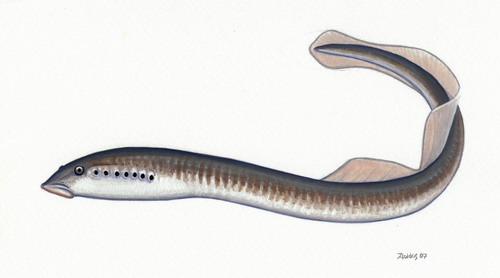
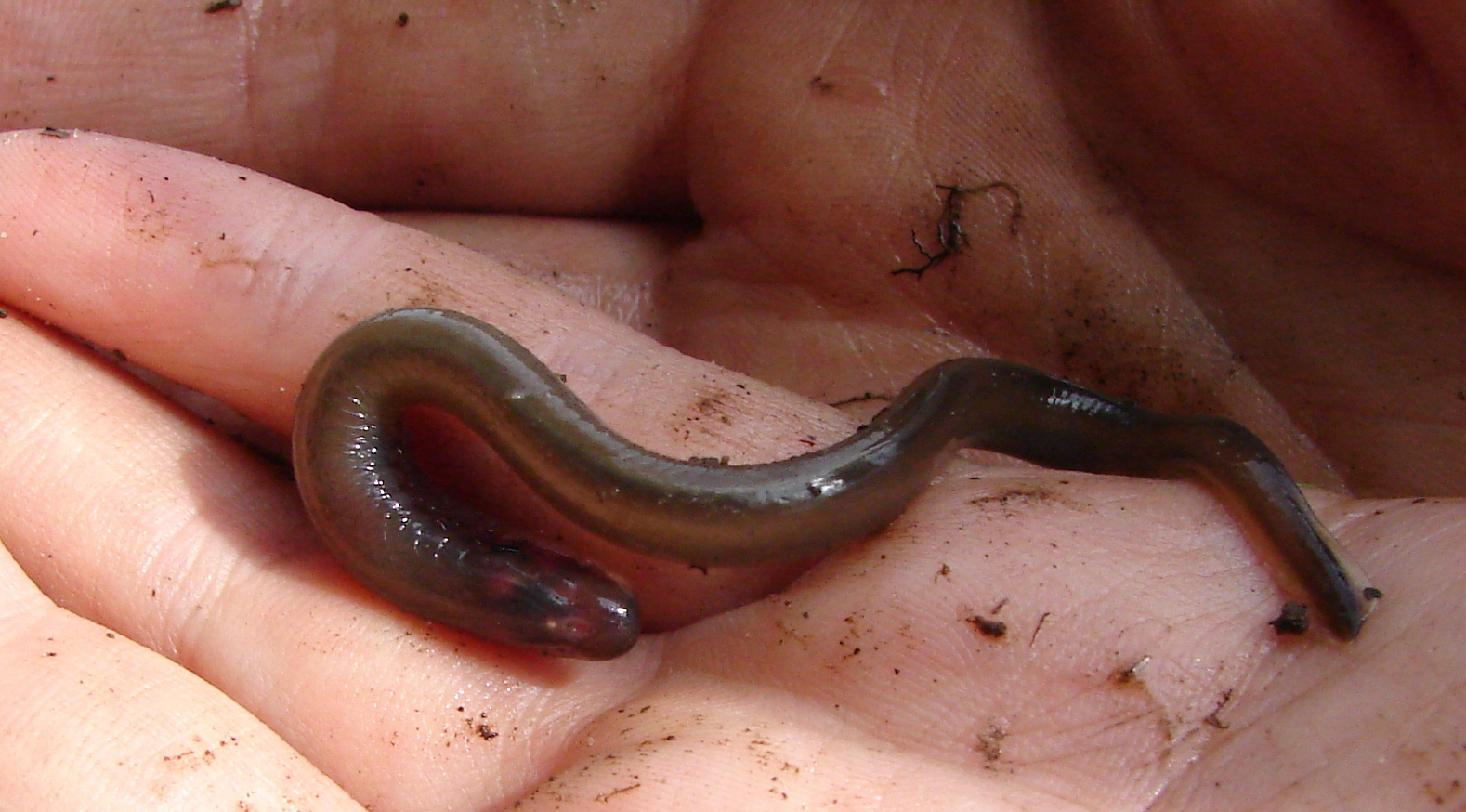
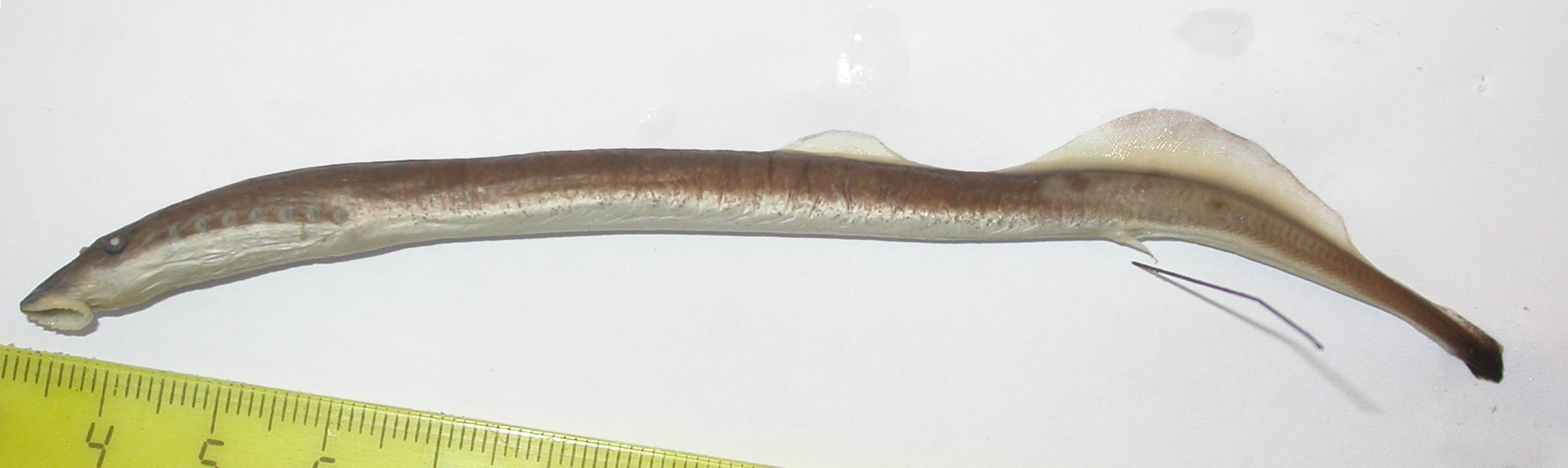
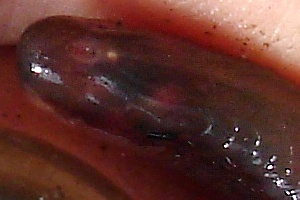